# Erwin Nijboer
Erwin Nijboer (Denekamp, 2 mei 1964) is een voormalig Nederlands wielrenner. Hij was prof van 1985 tot en met 1996. Hij fietste in zijn professionele loopbaan in dienst van Spaanse ploegen. In 1994, 1995 en 1996 was hij ploeggenoot van vijfvoudig Tour de France-winnaar Miguel Indurain. Eerder reed hij diverse jaren met sprinter Mathieu Hermans voor wie hij de sprints voorbereidde in de drie grote ronden. Daarnaast was Nijboer een uitstekende tijdrijder. De laatste twee jaar van zijn carrière heeft hij afgesloten bij American Eagle als mountainbiker.
Nijboer werd na zijn actieve wielercarrière vertegenwoordiger in de rijwielbranche en ploegleider bij een amateurteam. In 2007 was de gewezen wielerprof prins carnaval van zijn geboorte- en woonplaats Denekamp. In 2011 richtte Erwin Nijboer zijn bedrijf Lobo Sportswear op.

## Belangrijkste overwinningen
1990
- Eindklassement Driedaagse van De Panne
- 4e etappe Ronde van Spanje

1993
- 5e etappe deel B Ronde van Murcia

1994
- Maarheze
- Almelo

1995
- Hengelo

## Resultaten in voornaamste wedstrijden
| Jaar | Ronde van Italië | Ronde van Frankrijk | Ronde van Spanje |
| ---- | ---------------- | ------------------- | ---------------- |
| 1986 |                  | opgave              | 41e              |
| 1987 |                  | opgave              | opgave           |
| 1988 |                  | opgave              | 111e             |
| 1989 |                  | opgave              | 138e             |
| 1990 |                  |                     | 119e (1)         |
| 1991 |                  |                     | opgave           |
| 1992 |                  |                     | 124e             |
| 1993 |                  |                     | 111e             |
| 1994 | 87e              | 99e                 |                  |
| 1995 | 103e             |                     | 74e              |
| 1996 |                  |                     | opgave           |

| Jaar | Milaan-San Remo | Gent-Wevelgem | Parijs-Roubaix | Luik-Bast.‑Luik |
| ---- | --------------- | ------------- | -------------- | --------------- |
| 1986 |                 |               |                |                 |
| 1987 |                 |               |                | 65e             |
| 1988 |                 |               |                |                 |
| 1989 |                 | 81e           |                |                 |
| 1990 |                 |               | 67e            |                 |
| 1991 |                 | 40e           | 87e            |                 |
| 1992 |                 |               |                |                 |
| 1993 |                 |               |                |                 |
| 1994 |                 |               | 46e            |                 |
| 1995 |                 |               |                |                 |
| 1996 | 155e            |               |                |                 |